# 陳進東

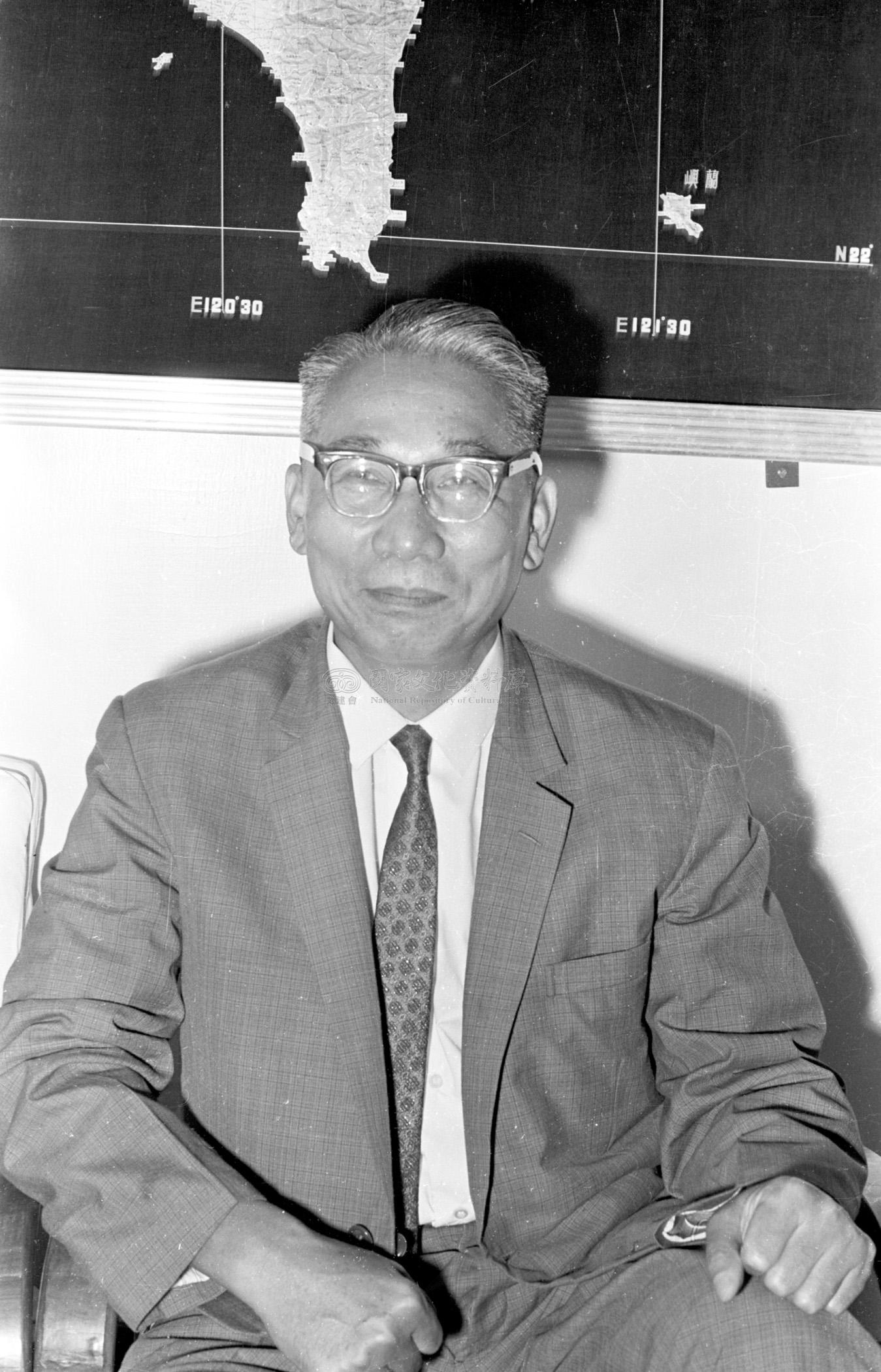
攝於1964年

陳進東（1907年—1988年），臺灣医生、政治人物，宜蘭縣羅東鎮人，曾任羅東鎮民代表、宜蘭縣議會議長、宜蘭縣縣長。
二次大戰時，臺灣總督府的皇民化改姓名運動勃興，公家要求進東改日本姓名，進東不願配合，被徵調到呂宋擔任軍醫，1945年日本投降，1946年返臺，在羅東開設大同醫院。
1958年以最高票當選為第四屆宜蘭縣議會議員，被選為議長，後又連任。1964年至1973年擔任宜蘭縣長，連任成功。任內頗有治績，如試辦九年國教、蘇澳港增建工程、冬山河水利工程等。　